# Vedanayagam Samuel Azariah
Vedanayagam Samuel Azariah (17. srpna 1874, Vellalanvilai – 1. ledna 1945, Dornakal) byl první indický biskup Anglikánského svazu církví.

## Život
Narodil se 17. srpna 1874 ve vesnici Vellalanvilai ve státě Tamilnádu anglikánskému knězi Thomasi Vedanayagamovi.
Dříve byl a jeho rodina hinduistická, zasvěcená bohu Šivovi. Jeho otec konvertoval ke křesťanství roku 1839 na škole Church Missionary Society. Svého syna pojmenoval podle proroka Samuela. Zemřel roku 1889, ale jeho matka v něm pěstovala křesťanskou víru a nechala jej vzdělávat na křesťanských misijních školách.
Na škole Madras Christian College v dnešním Čennaí mu místní ředitel dal jemno Azariah, aby jej odlišil od ostatních chlapců. Roku 1893 dokončil studia matematiky, avšak s nesložením zkoušky. Důvodem nesložení zkoušky byla nemoc. Rozhodl se, že zkoušku nepodstoupí.
V 19 letech se stal evangelistou v YMCA. Roku 1895 vedl setkání členů a vedl otevření pobočky v Madrasu (Čennaí). Roku 1896 se setkal s evangelistou Johnem Mottem.
Roku 1898 se oženil s Ambu Mariammal Samuel. Měli spolu čtyři syny (George, Henry, Edwin a Ambrose) a dvě dcery (Grace a Mercy).
Roku 1902 odcestoval do Jápané na Srí Lance, aby zde prováděl misií mezi Tamily. Následující rok pomohl zřídit Indickou misijní společnost. Roku 1905 byla v Serampúru založena mezidenominační Národní misijní společnost, kde se stal sekretářem.
Roku 1909 byl vysvěcen na anglikánského kněze a započal misii v Dornakalu. Dne 29. prosince 1912 byl v katedrále svatého Pavla v Kalkatě vysvěcen na prvního biskupa diecéze Dornakal (dnes součást Církev Jižní Indie). Během své biskupské služby části cestoval po své diecézi. Ukázal se jako nejúspěšnější vůdce místních konverzí ke křesťanství v jižní Asii na počátku dvacátého století. Založil také školu pro výchovu dívek, později přejmenovanou na jeho počest.
Spolupracoval s Mahátmou Gándhím během bojů o náboženskou svobodu. Na druhou stranu Gándhí viděl konverze ke křesťanství jako hrozbu.
Zemřel 1. ledna 1945.
Jeho památka je v anglikánské církvi připomínána 2. ledna.